# Bắc Trung Bộ
Bắc Trung Bộ (vietnamesisch für Nördlich-zentraler Landesteil) ist ein Gebiet in Vietnam. Es grenzt an Laos und das Südchinesische Meer.
Zu ihm gehören die Regierungsunmittelbare Städte: Huế und Provinzen Thanh Hóa, Nghệ An, Hà Tĩnh, Quảng Bình und Quảng Trị. Ein großer Teil der Bevölkerung des Gebietes besteht aus Kinh und ethnischen Minderheiten wie den Vân Kiều, Rục, Bru, Chứt und Tày. Die größte Stadt der Region ist Huế.

## Verwaltung
Die Region umfasst sechs
Regierungsunmittelbare Städte:
- Huế

Provinzen:
- Thanh Hóa – Hauptstadt Thanh Hóa
- Nghệ An – Hauptstadt Vinh
- Hà Tĩnh – Hauptstadt Hà Tĩnh
- Quảng Bình – Hauptstadt Đồng Hới
- Quảng Trị – Hauptstadt Đông Hà

## Kultur
Bắc Trung Bộ besitzt 3 Titel des UNESCO-Welterbes von insgesamt 7 in Vietnam; der Phong Nha-Ke Bang Nationalpark, die Denkmal-Anlage bei Huế und Nhã nhạc („zeremonielle Musik“ oder „elegante Musik“).
Koordinaten: 17° 0′ N, 107° 0′ O